# Kankaistenjärvi
Kankaistenjärvi är en sjö i Finland. Den ligger i kommunen Janakkala i landskapet Egentliga Tavastland, i den södra delen av landet, 100 km norr om huvudstaden Helsingfors. Kankaistenjärvi ligger 111,6 meter över havet. I omgivningarna runt Kankaistenjärvi växer i huvudsak blandskog. Arean är 2,73 kvadratkilometer och strandlinjen är 14,59 kilometer lång. Sjön  ingår i Kumo älvs huvudavrinningsområde. 